# بيلغرايد
بيلغرايد (بالإنجليزية: Belgrade)‏ هي مدينة في مقاطعة كنبك في مين في الولايات المتحدة. بلغ عدد السكان 2,978 في تعداد عام 2000. يتضاعف عدد سكان بلغراد تقريبا خلال أشهر الصيف لعودة جزء من السكان إلى المخيمات الموسمية التي تقع على ضفاف بحيرة غريت بوند وبحيرة لونغ بوند وبحيرة ميسالونسكي. تشمل بلغرايد قرى نورث بلغرايد، بلغرايد ديبو، بلغرايد بوندز. بلغرايد هي جزء من منطقة أوغوستا، مين العمرانية الإحصائية.

## التركيبة السكانية
قام مكتب تعداد الولايات المتحدة بتحديد بيانات التركيبة السكانية لبيلغرايدفي تعداد الولايات المتحدة. في ما يلي، التركيبة السكانية حسب تعدادي 2000 و2010.

### تعداد عام 2000
بلغ عدد سكان بيلغرايد 2,978 نسمة بحسب تعداد عام 2000، وبلغ عدد الأسر 1,178 أسرة وعدد العائلات 876 عائلة مقيمة في البلدة. في حين سجلت الكثافة السكانية 68.9 نسمة لكل ميل مربع (26.6/كم2). وبلغ عدد الوحدات السكنية 2,007 وحدة بمتوسط كثافة قدره 46.4 نسمة لكل ميل مربع (17.9/كم2).
وتوزع التركيب العرقي للبلدة بنسبة 98.69% من البيض و 0.10% من الأمريكيين الأصليين و 0.20% من الأمريكيين ذوي الأصول الآسيوية و 0.13% من سكان جزر المحيط الهادئ و 0.10% من الأمريكيين الأفارقة و 0.74% من عرقين مختلطين أو أكثر.
بلغ عدد الأسر 1,178 أسرة كانت نسبة 34.8% منها لديها أطفال تحت سن الثامنة عشر تعيش معهم، وبلغت نسبة الأزواج القاطنين مع بعضهم البعض 62.7% من أصل المجموع الكلي للأسر، ونسبة 8.2% من الأسر كان لديها معيلات من الإناث دون وجود شريك، وكانت نسبة 25.6% من غير العائلات. تألفت نسبة 18.9% من أصل جميع الأسر من أفراد ونسبة 6.5% كانوا يعيش معهم شخص وحيد يبلغ من العمر 65 عاماً فما فوق. وبلغ متوسط حجم الأسرة المعيشية 2.89، أما متوسط حجم العائلات فبلغ 2.52.
بلغ العمر الوسطي للسكان 40 عاماً. وكانت نسبة 25.3% من القاطنين تحت سن الثامنة عشر، وكانت نسبة 5.7% بين الثامنة عشرة والأربعة وعشرين عاماً، ونسبة 30.0% كانت واقعةً في الفئة العمرية ما بين الخامسة والعشرين والأربعة وأربعين عاماً، ونسبة 27.5% كانت ما بين الخامسة والأربعين والرابعة والستين، ونسبة 11.5% كانت ضمن فئة الخامسة والستين عاماً فما فوق. يوجد لكل 100 أنثى 93.0 ذكر، ويوجد لكل 100 أنثى في الثامنة عشر من عمرها فما فوق 91.6 ذكر.
بلغ متوسط دخل الأسرة في البلدة 39,053 دولار، أما متوسط دخل العائلة فبلغ 42,321 دولار. وكان متوسط دخل الذكور 32,226 دولار مقابل 24,962 دولار للإناث. وسجل دخل الفرد الخاص بالبلدة 20,407 دولار. وكانت نسبة 8.4% من العائلات ونسبة 9.6% من السكان تحت خط الفقر، وكان من هؤلاء نسبة 11.3% تحت سن الثامنة عشر ونسبة 9.8% في الخامسة والستين من العمر وما فوق.

### تعداد عام 2010
بلغ عدد سكان بيلغرايد 3,189 نسمة بحسب تعداد عام 2010، وبلغ عدد الأسر 1,265 أسرة وعدد العائلات 935 عائلة مقيمة في البلدة. في حين سجلت الكثافة السكانية 73.8 نسمة لكل ميل مربع (28.5/كم2). وبلغ عدد الوحدات السكنية 2,198 وحدة بمتوسط كثافة قدره 50.8 لكل ميل مربع (19.6/كم2).
وتوزع التركيب العرقي للبلدة بنسبة 98.3% من البيض و 0.1% من الأمريكيين الأصليين و 0.1% من الأمريكيين ذوي الأصول الآسيوية و 0.2% من الأمريكيين الأفارقة و 1.3% من عرقين مختلطين أو أكثر.
بلغ عدد الأسر 1,265 أسرة كانت نسبة 33.4% منها لديها أطفال تحت سن الثامنة عشر تعيش معهم، وبلغت نسبة الأزواج القاطنين مع بعضهم البعض 60.8% من أصل المجموع الكلي للأسر، ونسبة 9.0% من الأسر كان لديها معيلات من الإناث دون وجود شريك، بينما كانت نسبة 4.1% من الأسر لديها معيلون من الذكور دون وجود شريكة وكانت نسبة 26.1% من غير العائلات. تألفت نسبة 19.6% من أصل جميع الأسر من أفراد ونسبة 9.1% كانوا يعيش معهم شخص وحيد يبلغ من العمر 65 عاماً فما فوق. وبلغ متوسط حجم الأسرة المعيشية 2.85، أما متوسط حجم العائلات فبلغ 2.51.
بلغ العمر الوسطي للسكان 43.8 عاماً. وكانت نسبة 22.7% من القاطنين تحت سن الثامنة عشر، وكانت نسبة 6% بين الثامنة عشرة والأربعة وعشرين عاماً، ونسبة 23.2% كانت واقعةً في الفئة العمرية ما بين الخامسة والعشرين والأربعة وأربعين عاماً، ونسبة 33.5% كانت ما بين الخامسة والأربعين والرابعة والستين، ونسبة 14.6% كانت ضمن فئة الخامسة والستين عاماً فما فوق. وتوزع التركيب الجنسي للسكان بنسبة 49.5% ذكور و50.5% إناث.

## وصلات خارجية
- موقع المدينة الرسمي
- مكتبة بلغرايد العامة